# 滇南狗脊
滇南狗脊（学名：Woodwardia magnifica），为乌毛蕨科狗脊属下的一个种。